# Yponomeuta meridionalis
Yponomeuta meridionalis là một loài bướm đêm thuộc họ Yponomeutidae. Nó được tìm thấy ở Tajikistan và cũng recorded from the Levant.
Ấu trùng ăn Crataegus korolkowii, Crataegus songarica và Crataegus turkestanica.